# Юность (стадион, Петрозаводск)
Стадион «Юность» — спортивное сооружение, расположенное в городе Петрозаводске на проспекте Карла Маркса.

## Общие сведения
Находится в хозяйственном ведении Муниципального бюджетного учреждения Петрозаводского городского округа «Центр развития физической культуры и спорта».
На стадионе расположены футбольное поле, баскетбольные и волейбольные площадки, беговые дорожки, скейт-парк, запасное поле и административное здание. На стадионе тренируются городские спортивные школы, которые специализируются на футболе, проводятся матчи чемпионата и кубка Петрозаводска и Карелии по футболу. Трибуны после реконструкции 1990-х годов отсутствовали, в декабре 2022 г. после масштабной реконструкции стадиона были установлены протяженные трибуны в три ряда на 500 зрителей. С сезона 2023 г. на стадионе проводятся матчи чемпионата Северо-Западного федерального округа и Юношеской футбольной лиги. С 2023 г. получил четвертую категорию Российского футбольного союза.

## Названия
«Спортивная площадка», «Красный стадион», «Стадион профсоюзов», «Стадион Карпрофсовета», «Стадион имени 10-летия Карелии», «Ровио», «Энтузиаст», «Городской стадион», «Красная звезда», «Онежец», «Динамо», «Труд», «Спартак», «ДЮСШ». В 1994 году стадион был переименован в «Юность».
Решением Петрозаводского городского Совета от 15 апреля 2003 года № XXIV/XXXIII-454 в Петрозаводске было создано Муниципальное учреждение «Стадион „Юность“», которому в хозяйственное ведение был передан стадион «Юность». 13 января 2012 года учреждение было переименовано в Муниципальное бюджетное учреждение Петрозаводского городского округа «Стадион „Юность“», 4 июня 2013 года учреждение переименовано в Муниципальное бюджетное учреждение Петрозаводского городского округа «Центр развития физической культуры и спорта».

## История

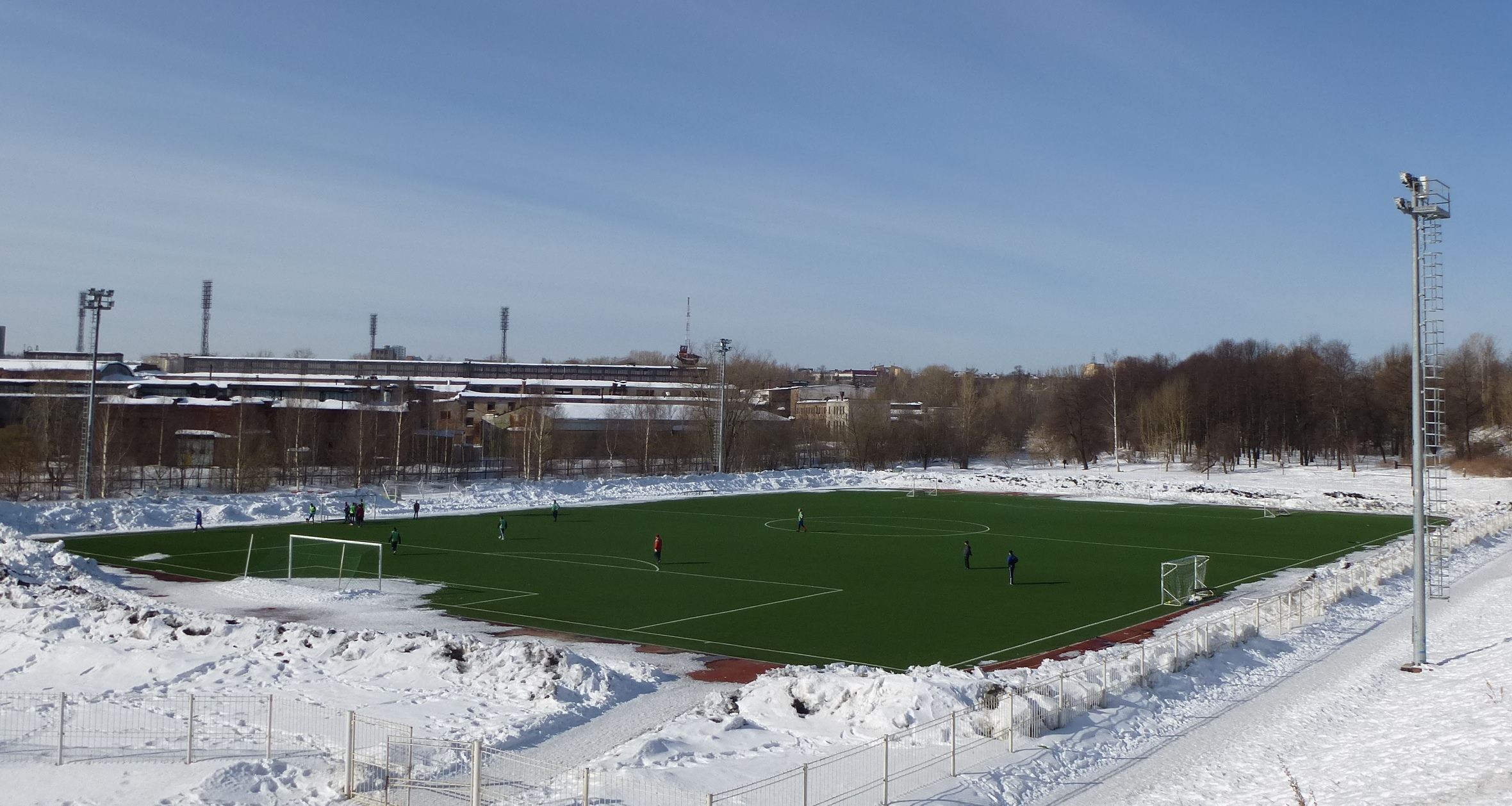
Стадион в 2013 году

История стадиона представлена в Музее истории карельского спорта Карельской государственной педагогической академии.
В конце XIX—начале XX века, на пустыре «Ямка» на левом берегу реки Лососинка, собирались любители спорта, как зимнего (катание на коньках), так и летнего — с 1914 г. здесь происходили первые футбольные матчи между Первой петрозаводской командой «Спорт» (которая впоследствии стала называться Первой городской командой) и командами средних учебных заведений Петрозаводска.
С 1918 года в «Ямке» работали несколько спортплощадок, организованных спортцентром Всевобуча Карельской трудовой коммуны, в том числе — футбольное поле (т. н. «Красный стадион»).
Первыми футболистами были Чудинов Петр Петрович, Орлов Сергей Павлович, Носов Петр Васильевич, Уверов Кирилл Михайлович, Урванцев Иван Васильевич, Шайжин Алексей Семенович, Саранчев Николай Павлович, Маминов Владимир Иванович, Федоров Михаил Сильвестрович, Валевский Александр Александрович, Минкин Сергей Львович и другие.
20 мая 1920 г. на спортплощадке состоялся и первый баскетбольный матч между командами допризывников и железнодорожников. Кроме того в весенне-летний период на ней проводились соревнования по сокольской гимнастике под руководством Бориса Вениаминовича Эргардта, основателя общества «Сокол» в Петрозаводске, участника Всесокольских соревнований в г. Праге (общество закрыто в 1923 г.).
25 июня 1921 г. членами обществ Спортклуб, Финской спортивной секции, железнодорожного спортклуба, допризывниками и комсомольцами был проведен субботник по достройке и оборудованию спортплощадки. В 1922 г. для эксплуатации Спортплощадки Спортцентра при нём был создан специальный Спортивно-технический комитет, у площадки были построены места для зрителей.
С 1924 г. на футбольном поле начали проводиться первенства и кубки города по футболу, в которых в первый год участвовало 4 команды (Первая городская, допризывников, механического техникума и красноармейцев), а с 1925 года уже 11 команд в двух группах.
В 1927 г. стадион был отремонтирован. В 1920-х в столице Автономной Карельской ССР Петрозаводске было решено построить стадион. Средства на строительство стадиона собирались отраслевыми профсоюзами Автономной Карельской АССР в течение шести лет. Стадион был торжественно открыт по одним данным — 4 июня 1930 года и получил название «Стадион профсоюзов», по другим — в 1932 году и получил название «Ровио», в честь Густава Ровио.
С 1920-х гг. на запасном поле стадиона в зимнее время заливается каток. Уже в это время при нём проводил занятия кружок конькобежцев под руководством Евгения Сергеевича Сретенского. 18 января 1926 г. состоялся первый товарищеский хоккейный матч между сборной чемпионов по конькобежному спорту г. Петрозаводска и командой допризывников, который окончился победой команды чемпионов. В дальнейшем на хоккейной площадке выступала команда Онежского завода по хоккею («Рот-Фронт»). С 1934 г. каток именовался каток «Динамо» и находился в ведении этого спортобщества.
С 1929 по 1933 гг. на стадионе проводились соревнования по пушболу. В Петрозаводске имелось несколько команд по этому виду спорта.
Осенью 1933 года на новом стадионе состоялся товарищеский матч с футболистами ленинградского «Динамо». Эта игра стала большим событием в футбольной жизни республики. В последующие годы традиционными стали встречи динамовцев Петрозаводска и Ленинграда, как наиболее сильных представителей данных городов. Так, 6 июля 1935 года на стадионе состоялся товарищеский матч между этими командами, завершившийся победой ленинградцев.
В конце 1930-х годов соревнования собирали на трибунах стадиона тысячи зрителей-болельщиков. Особенно популярны были футбол и хоккей. Самыми массовыми видами спорта являлись лёгкая атлетика, баскетбол, волейбол, гимнастика.
С 1933 по 1938 гг. на стадионе проводилось первенства Петрозаводска по регби и бейсболу. В последних принимали участие 4 мужские и 2 женские команды Петрозаводска, а также команда из Кондопоги.
В 1938 г. стадион был капитально отремонтирован, он открылся после ремонта футбольным матчем петрозаводских команд «Динамо» и Дом Красной Армии.
После оккупации города финскими войсками в сентябре 1941 г. на стадионе проводились соревнования финских команд по футболу, финскому бейсболу.
3 сентября 1944 г. на стадионе состоялся первый после освобождения города спортивный праздник, был проведён товарищеский футбольный матч.
В августе 1945 года в День физкультурника, после проведения восстановительных работ, в ознаменование праздника Победы в Великой Отечественной войне, на стадионе был проведён первый послевоенный спортивный праздник, в финале которого против сборной Петрозаводска по футболу играло ленинградское «Динамо». На трибунах стадиона были установлены гипсовые скульптуры, изображающие спортсменов.
В 1954 году при стадионе была создана школа фигурного катания, состоялся первый городской чемпионат. В 1957 году в соревнованиях семи республик по фигурному катанию команда Петрозаводска заняла призовое третье место.
В конце 1950-х годов проводился ежегодный турнир футбольных команд на приз стадиона, в котором участвовали основные городские команды, в том числе армейская, «Динамо» и Онежского тракторного завода.
В 1958 г. на стадионе была проведена первая зимняя спартакиада Карельской АССР.
В 1964 году футбольное поле было реконструировано — восстановлен дренаж и заменено покрытие. Были перестроены и трибуны — теперь стадион мог принимать 13 тысяч зрителей (на 1,5 тысячи больше чем раньше). В 1969 году была оборудована резинобитумная беговая дорожка.
В 1960-х годах проводились соревнования на приз стадиона и ДСО «Спартак» по хоккею с мячом.
В 1960-1970-е гг. на стадионе проводились традиционные праздники искусств. Так, 25-26 июня 1966 г. проводился праздник с участием народных артистов СССР М. Ладынина, РСФСР М. Кузнецова, К. Лучко, С. Столярова, И. Харитонова, Н. Рыбникова, А. Макарова, Н. Петрова, трио Исаевых, вокального квартета «Мелодия», Московского эстрадного ансамбля и других.
Летом и осенью 1970 г. на стадионе проходили товарищеские матчи петрозаводского «Спартака» с московскими «Торпедо», «Спартаком» и «Динамо», на поле стадиона выходили такие легенды футбола, как Лев Яшин и Эдуард Стрельцов.
В середине 1980-х годах проводилось первенство общеобразовательных школ и домоуправлений г. Петрозаводска по футболу на приз стадиона ДЮСШ.
В 1990-е годы футбольное поле стадиона пришло в запустение и негодность, стадион лишился деревянных трибун. До 2006 года стадион капитально не ремонтировался.
В 2006 году был проведён первый этап реконструкции: на стадионе были оборудованы площадки для баскетбола и пляжного волейбола, футбольное поле покрыто искусственной травой, установлено ограждение и специальные осветительные прожекторы.
В 2007 году завершился второй этап реконструкции: было уложено покрытие на беговых дорожках, оборудовано запасное поле, построено административное здание, в котором разместился пункт проката коньков, благоустроена прилегающая территория.
В августе 2009 года на стадионе был открыт скейтпарк общей площадью около 600 м².

## Спортивные объекты стадиона
По состоянию на декабрь 2018 года, на стадионе расположены спортивные объекты:
- Футбольное поле с искусственным покрытием 68×104 м (освещение, игровое табло)
- Беговая дорожка 400 м, сектор для толкания ядра, две прыжковые ямы
- Площадка для уличного баскетбола
- Площадки для пляжного волейбола (2 шт.)
- Тренажёрный зал
- Запасное поле 40×60 м (в зимний период ледовая площадка)
- Детский спортивный городок
- Скейт парк

## Адрес
- Республика Карелия, Петрозаводск, пр. Карла Маркса, д. 4а.